# Ах, ця чудова Панама!
"Ах, ця чудова Панама!" (Усі історії про Ведмедика й Тигрика) - (ориг. Oh, wie schön ist Panama) книжка ілюстрованих історій для дітей відомого німецького дитячого письменника Яноша. 
Історія "Ах, ця чудова Панама!" була вперше опублікована німецькою мовою 15 березня 1978 року. Перекладено 40-ка мовами світу. 
Згодом Янош написав цілий цикл оповідань про пригоди Ведмедика і Тигрика, двох друзів у пошуках Панами. 

## Оповідання
1. Ах, ця чудова Панама! Історія про те, як Ведмедик і Тигрик вирушили на пошуки Панами
2. Ходімо, знайдемо скарб. Історія про те, як Ведмедик і Тигрик шукали найбільшого щастя на землі
3. Пошта для Тигрика. Історія про те, як Ведмедик і Тигрик винайшли пошту, авіапошту і телефон
4. Я тебе вилікую, - сказав Ведмідь. Історія про те, як одного разу Тигрик захворів
5. Привіт, маленька Свинко. Історія про те, як одного разу Тигрик не повернувся
6. Неймовірна вечірка для Тигрика. Історія про те, Тигрик святкував свій день народження
"Чудова, неймовірно добра книжка про нерозлучних друзів, Ведмедика й Тигрика, які живуть у будиночку біля річки. Одного разу вони виловлюють з річки ящик з-під бананів, на якому написано "Панама". "Ах, Панама - це країна наших мрій, - вирішують друзі. - Бо Панама геть уся, вздовж і вшир, пахне бананами!" І вони вирішують помандрувати до Панами й оселитися в цій найпрекраснішій країні. Куди привели друзів їхні мандри, і де насправді найкраще жити - про це, і не тільки про це Ви дізнаєтеся із книжки чудового німецького письменника Яноша".[1]

## Нагороди
- 1979 - Німецька премія дитячої літератури (нім. Deutschen Jugendliteraturpreis)[2]
- 1980 - Міжнародна молодіжна премія Мюнхена (нім. Prix Jeunesse International Munich).

## Переклади українською
Янош. Ах, ця чудова Панама!. — Л. : Урбіно, 2018. — 288 с. — ISBN 978-966-2647-49-5.

## Екранізації та адаптації
1985 рік, 2006 рік - дві екранізації "Ах, ця чудова Панама!" 
2014 рік - опера "Ах, ця чудова Панама!". 

## Сувеніри та інше за мотивами "Панами"
Одним із найвідоміших персонажів книги стала Тигрова качка (дерев'яна іграшка Тигрика), яка відтоді зображується на різноманітних аксесуарах.
1 березня 2013 року Deutsche Post випустила дві поштові марки вартістю 45 та 58 євроцентів за мотивами історій Яноша: "Вітрильник" та "Великдень".

## Рецензії
Божена Антоняк. «О, ця чудова Панама!»: Дитяча країна наших мрій [Архівовано 22 серпня 2018 у Wayback Machine.] (15.03.2018) / Читомо
Христина Содомора. Казки для кількох поколінь: ювілеї 2018 року в дитячій літературі [Архівовано 16 квітня 2021 у Wayback Machine.] (8.02.2019) / blog.yakaboo.ua